# Magadha pinnata
Magadha pinnata är en insektsart som beskrevs av Chen, Yang och Wilson 1989. Magadha pinnata ingår i släktet Magadha och familjen vedstritar. Inga underarter finns listade i Catalogue of Life.